# 生源寺順
生源寺 順（しょうげんじ かず、明治20年〈1887年〉3月15日 - 昭和41年〈1966年〉12月13日）は、大正時代から昭和時代にかけて活躍した日本の工学者。

## 生涯
明治20年（1887年）3月15日、梅辻操の次男として生まれた。出身は静岡とも東京ともされる。明治35年（1902年）、おばに当たる生源寺伊佐雄の養子となった。
明治44年（1911年）、東京帝国大学工科大学機械工学科を卒業。大正2年（1913年）、九州帝国大学工科大学助教授。大正4年（1915年）から7年（1918年）にかけてアメリカに留学し、帰国後九州帝国大学教授となった。昭和8年（1933年）、同工学部長に就任し、3年間務めた。
昭和14年（1939年）4月1日に名古屋帝国大学が創設、翌年に理工学部が設置され、同年4月1日に学部長に就任した。昭和18年から27年まで名古屋航空研究所の所長を務めた。
昭和24年（1949年）5月17日に名古屋大学総長の田村春吉が死去すると、同日より、その後任が勝沼精蔵に定まる7月11日まで、総長事務取扱を務めた。8月20日、工学部長を辞した。
昭和30年（1955年）、名古屋大学を定年退職し、名誉教授となった。その後愛知工業大学教授となった。
昭和37年（1962年）10月8日、社団法人計測自動制御学会名誉会員に推薦された。

## 系譜
『人事興信録』第8版, p. シ93および美崎大洋 2019, p. 2を参照。
- 父：梅辻操
- 養母：生源寺伊佐雄
- 前妻：嘉納忠子 - 嘉納治五郎次女
  - 長男：生源寺廷
- 後妻：嘉納爽子 - 嘉納治五郎三女
  - 次男：生源寺治雄 - 子に生源寺眞一
  - 長女：生源寺康子
  - 三男：生源寺希三郎
  - 次女：生源寺禮子

## 著作

### 単著
- 『水力學』工業雑誌社、1925年6月。
- 『水タービン』養賢堂、1931年3月。
- 『水車』岩波書店、1934年12月。
- 『渦巻ポンプ講義』養賢堂、1943年1月。

### 論文
- 「ヴエンチュリメーターの係數に就て」『機械學會誌』第18巻第37号、1915年3月、39-50頁。
- 「鎖の重量を考へたる場合の鎖せみの効率」『機械學會誌』第23巻第61号、1920年11月、9-24頁。
- 「軸方向と横方向との力を受くる均一強さの長柱」『機械學會誌』第24巻第63号、1921年3月、13-27頁。
- 「走行體の縱の安定に就きて」『機械學會誌』第24巻第66号、1922年5月、1-17頁。
- 「齒車の齒を矩形斷面の Cantilever Beam として強さを考ふる場合」『機械學會誌』第24巻第66号、1922年5月、19-29頁。
- 「Size, weight and horse power of aeroplanes.」『機械學會誌』第24巻第70号、1921年10月、45-79頁。
- 「On the Approximate Equation for an Eccentrically Loaded Column.」『機械學會誌』第26巻第76号、1922年11月、27-31頁。